# Timothey N'Guessan

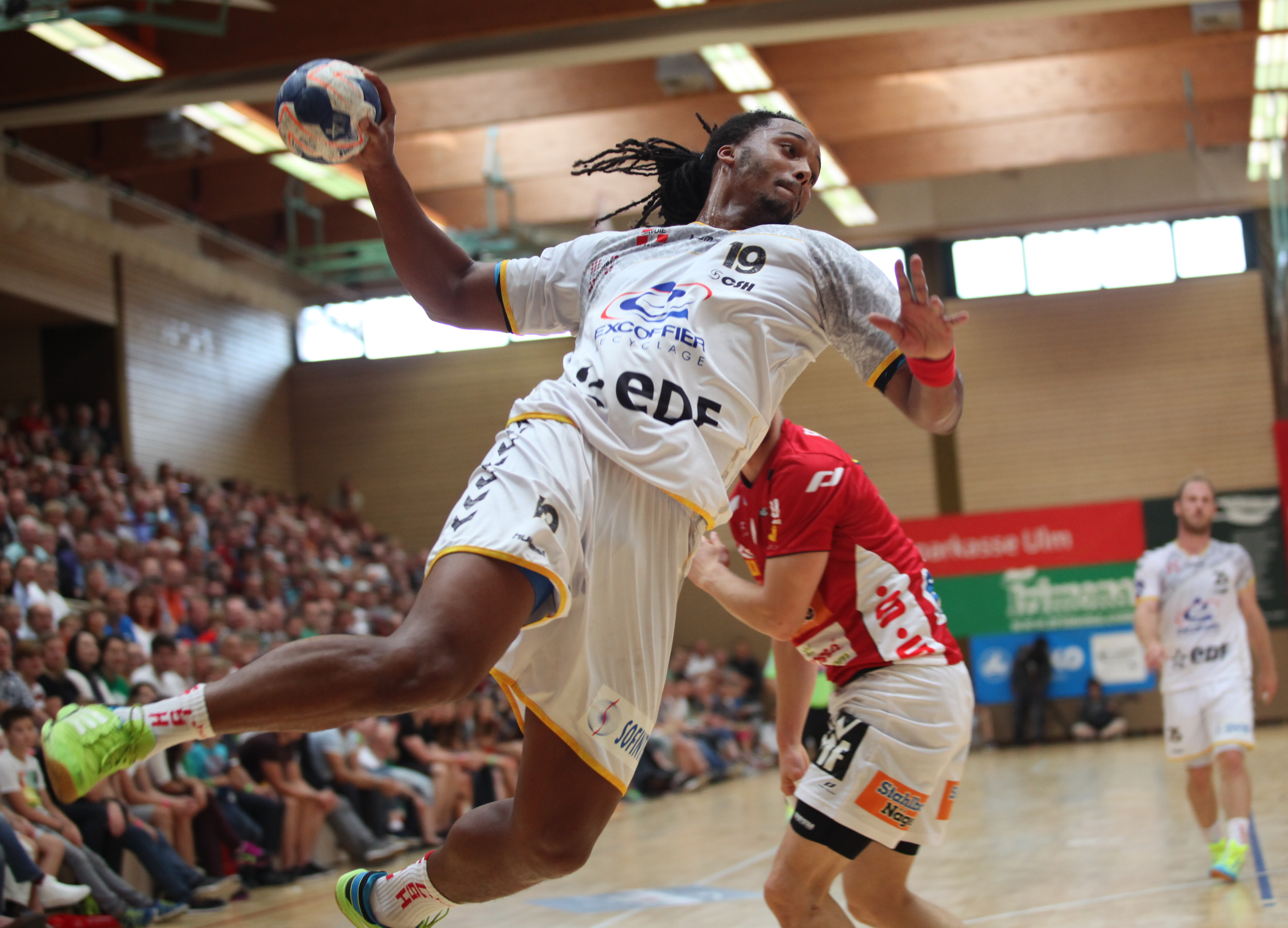
Timothey N'Guessan, el 17 de agosto de 2014 en la Sparkassen Cup en Ehingen.

Timothey N'Guessan ( 18 de septiembre de 1992, Massy, Francia) es un jugador profesional de Balonmano que actualmente juega en el FC Barcelona de la Liga Asobal y en la selección de balonmano de Francia.

## Equipos
- Dieppe UC (2002-2004)
- SMV Porte Normande (2008-2011)
- Chambéry Savoie HB (2011-2016)
- FC Barcelona (2016- )

## Biografía
Comenzó a jugar en Dieppe hasta 2008 donde pasó a jugar para el SMV Porte Normande en la temporada 2008-2009, habitual en categorías inferiores de la selección y considerado uno de los mejores jugadores de su generación. Fichó por el Chambéry Savoie HB en 2011.
En la temporada 2012-2013, N'Guessan fue convocado por Onesta para jugar unos partidos amistosos preparatorios para el mundial, jugando el 7 de enero de 2013 contra la selección de balonmano de Argentina. Más tarde fue elegido para jugar el Mundial de 2013 en España donde su selección quedó en sexto lugar. 
En la 2013-2014, se lesionó de pubalgia lo que le impidió jugar la Supercopa de Francia contra Montpellier HB.

## Palmarés

### Selección nacional
| Juegos Olímpicos   | Juegos Olímpicos     | Juegos Olímpicos  | Juegos Olímpicos |
| Año                | Lugar                | Medalla           |                  |
| ------------------ | -------------------- | ----------------- | ---------------- |
| 2016               | Río de Janeiro       | Medalla de plata  |                  |
| 2020               | Tokio                | Medalla de oro    |                  |
| Campeonato Mundial |                      |                   |                  |
| Año                | Lugar                | Medalla           |                  |
| 2017               | Francia              | Medalla de oro    |                  |
| 2019               | Alemania y Dinamarca | Medalla de bronce |                  |
| Campeonato Europeo |                      |                   |                  |
| Año                | Lugar                | Medalla           |                  |
| 2018               | Croacia              | Medalla de bronce |                  |
| 2024               | Alemania             | Medalla de oro    |                  |

### Barcelona
- Liga Asobal (8): 2017, 2018, 2019, 2020, 2021, 2022, 2023, 2024
- Copa ASOBAL (8): 2016-17, 2017-18, 2018-19, 2020, 2021, 2022, 2023, 2024
- Copa del Rey de Balonmano (8): 2017, 2018, 2019, 2020, 2021, 2022, 2023, 2024
- Supercopa de España de Balonmano (6): 2017, 2018, 2019, 2020, 2021, 2022
- Campeonato Mundial de Clubes de Balonmano (2): 2018, 2019
- Liga de Campeones de la EHF (3): 2021, 2022, 2024
- Supercopa Ibérica (3): 2022, 2023, 2024